# Ciclismo nos Jogos Olímpicos de Verão de 2008 - Keirin masculino
A prova de keirin do ciclismo olímpico ocorreu em 16 de agosto no Velódromo Laoshan.

## Medalhistas
| Ouro   | GBR Chris Hoy      |
| Prata  | GBR Ross Edgar     |
| Bronze | JPN Kiyofumi Nagai |

## Resultados

### Preliminares
| Pos. | Atleta                |
| ---- | --------------------- |
| 1    | GBR Chris Hoy         |
| 2    | GER Carsten Bergemann |
| 3    | JPN Toshiaki Fushimi  |
| 4    | FRA Grégory Baugé     |
| 5    | POL Kamil Kuczyński   |
| 6    | RUS Denis Dmitriev    |

| Pos. | Atleta                |
| ---- | --------------------- |
| 1    | MAS Azizulhasni Awang |
| 2    | AUS Shane Kelly       |
| 3    | NED Teun Mulder       |
| 4    | UKR Andriy Vynokurov  |
| 5    | RUS Sergey Polynskiy  |
| 6    | CHN Feng Yong         |

| Pos. | Atleta                 |
| ---- | ---------------------- |
| 1    | GBR Ross Edgar         |
| 2    | MAS Josiah Ng          |
| 3    | JPN Kiyofumi Nagai     |
| 4    | CZE Denis Špička       |
| 5    | GRE Christos Volikakis |
| DSQ  | ITA Roberto Chiappa    |

| Pos. | Atleta                      |
| ---- | --------------------------- |
| 1    | AUS Ryan Bayley             |
| 2    | NED Theo Bos                |
| 3    | USA Giddeon Massie          |
| 4    | FRA Arnaud Tournant         |
| 5    | GRE Athanasios Mantzouranis |
| 6    | JAM Ricardo Lynch           |
| 7    | GER Maximilian Levy         |

### Repescagem
| Pos. | Atleta                 |
| ---- | ---------------------- |
| 1    | FRA Arnaud Tournant    |
| 2    | GRE Christos Volikakis |
| 3    | CHN Feng Yong          |
| 4    | JPN Toshiaki Fushimi   |

| Pos. | Atleta              |
| ---- | ------------------- |
| 1    | POL Kamil Kuczyński |
| 2    | CZE Denis Špička    |
| 3    | RUS Denis Dmitriev  |
| DSQ  | NED Teun Mulder     |

| Pos. | Atleta               |
| ---- | -------------------- |
| 1    | JPN Kiyofumi Nagai   |
| 2    | UKR Andriy Vynokurov |
| 3    | JAM Ricardo Lynch    |
| 4    | RUS Sergey Polynskiy |

| Pos. | Atleta                      |
| ---- | --------------------------- |
| 1    | FRA Grégory Baugé           |
| 2    | GER Maximilian Levy         |
| 3    | GRE Athanasios Mantzouranis |
| 4    | USA Giddeon Massie          |
| 5    | ITA Roberto Chiappa         |

### Semifinais
| Pos. | Atleta              |
| ---- | ------------------- |
| 1    | GBR Chris Hoy       |
| 2    | AUS Shane Kelly     |
| 3    | FRA Arnaud Tournant |
| 4    | MAS Josiah Ng       |
| 5    | FRA Grégory Baugé   |
| 6    | AUS Ryan Bayley     |

| Pos. | Atleta                |
| ---- | --------------------- |
| 1    | GBR Ross Edgar        |
| 2    | JPN Kiyofumi Nagai    |
| 3    | GER Carsten Bergemann |
| 4    | MAS Azizulhasni Awang |
| DNF  | NED Theo Bos          |
| DNF  | POL Kamil Kuczyński   |

### Finais
| Pos. | Atleta                |
| ---- | --------------------- |
| 7    | FRA Grégory Baugé     |
| 8    | AUS Ryan Bayley       |
| 9    | MAS Josiah Ng         |
| 10   | MAS Azizulhasni Awang |
| 11   | POL Kamil Kuczyński   |
| DNS  | NED Theo Bos          |

| Pos. | Atleta                |
| ---- | --------------------- |
|      | GBR Chris Hoy         |
|      | GBR Ross Edgar        |
|      | JPN Kiyofumi Nagai    |
| 4    | AUS Shane Kelly       |
| 5    | GER Carsten Bergemann |
| 6    | FRA Arnaud Tournant   |

- DSQ: Desclassificado
- DNF: Não completou a prova
- DNS: Não largou